# Uttalsförsening
Denna artikel handlar om utvecklingsbetingade svårigheter med produktion av språkljud. Det finns ingen vedertagen benämning för detta begrepp. Uttryck som talförsening, artikulationssvårigheter, uttalsavvikelser och talfel kan användas för att beteckna området. I Klassifikation av sjukdomar och hälsoproblem 1997 (Svenska versionen av ICD-10) hamnar de flesta av dessa avvikelser under diagnosen Specifik störning av artikulationsförmågan (F80.0).
Uttalssvårigheter kan delas in i dyspraktiska/oralmotoriska och (dys-)fonologiska svårigheter.

## Oralmotoriska talsvårigheter
Taldyspraxi, verbaldyspraxi eller oralmotoriska svårigheter kallas svårigheter med hur talapparaten ska vara inställd för olika språkljud, dvs hur man ska kombinera artikulationsställe, artikulationssätt och fonation (röst) för att fysiskt kunna producera de olika språkljuden.

### Diagnoser
- F80.0B Utvecklingsförsening av oralmotorik (med ev artikulationsfel)
- F80.8B Läspning
- F80.8C R-fel
- F80.8D Generell interdentalism
- F80.8W Annan specificerad störning av tal- och språkutvecklingen

## Dysfonologi
Dysfonologi eller fonologiska svårigheter kallas svårigheter med språkljudsystemet (det fonologiska systemet), det vill säga reglerna för hur språkljud kan och ska kombineras i det aktuella språket.

### Diagnoser
- F80.0A Fonologisk språkstörning
- F80.1 Expressiv språkstörning
- F80.1B Fonologisk och grammatisk språkstörning